# Лавегадаш
Лавегадаш (порт. Lavegadas)  —  населённый пункт и район в Португалии,  входит в округ Коимбра. Является составной частью муниципалитета  Вила-Нова-де-Пойареш. Находится в составе крупной городской агломерации Большая Коимбра. По старому административному делению входил в провинцию Бейра-Литорал. Входит в экономико-статистический  субрегион Пиньял-Интериор-Норте, который входит в Центральный регион. Население составляет 249 человек на 2001 год. Занимает площадь 11,23 км².
Покровителем района считается Иосиф Обручник (порт. São José).